# Basílica de São Lourenço Extramuros
A Basílica Papal de São Lourenço Fora dos Muros ou Basílica Papal de São Lourenço Extramuros (em italiano:  Basilica Papale di San Lorenzo fuori le Mura) é uma basílica papal, basílica menor e igreja paroquial católica localizada no quartiere Tiburtino de Roma. É uma das Sete igrejas peregrinas de Roma e uma das cinco antigas "basílicas patriarcais", cada uma deixada aos cuidados de um dos patriarcados latinos — São Lourenço era sede do Patriarcado Latino de Jerusalém. A basílica é ainda o santuário do túmulo de São Lourenço, um dos primeiros diáconos, que foi martirizado em 258. Muitos outros santos e o bem-aventurado papa Pio IX também estão enterrados na basílica, que está no centro de um grande e antigo cemitério.

## História
Antes da moderna basílica ter sido construída, a propriedade sobre o qual ela está abrigava um pequeno oratório construído pelo imperador romano Constantino I. O imperador, por sua vez, construiu-o no local onde tradicionalmente se acredita que São Lourenço foi executado em 258. Na década de 580, o papa Pelágio II encomendou a construção de uma igreja sobre o local para homenagear o santo. No século XIII, o papa Honório III encomendou a construção de outra igreja na frente da mais antiga. Ela era decorada por afrescos representando as vidas de São Lourenço e do primeiro diácono martirizado, Santo Estêvão, que está enterrado com São Lourenço na cripta (confessio) debaixo do altar-mor. As duas estruturas foram depois reunidas no decorrer de uma renovação urbana no local. Escavações revelaram diversas outras criptas abaixo do nível da rua, entre elas o túmulo do papa Hilário.
O pórtico (c. 1220) ostenta uma decoração cosmatesca da família de artesãos Vassalletto. Os frescos do século XIII, que são reconstruções, apresentam cenas das vidas de São Lourenço e Santo Estêvão, ambos martirizados ainda jovens. Há dois antigos sarcófagos no pórtico. Um deles, cristão, possivelmente decorado no século VII com base num outro mais antigo, traz um relevo de putti colhendo uvas. Apesar de uvas e vinhas serem símbolos da Eucaristia, estas imagens provavelmente não foram esculpidas com este objetivo. Além deles, estão ali dois leões românicos oriundos da antiga entrada da igreja.
O campanário foi construído no século XII. Logo depois da entrada está o túmulo do cardeal Guglielmo Fieschi, que morreu em 1256, mas foi enterrado num sarcófago mais antigo, esculpido com um relevo de uma festa de casamento pagã.
No interior, a área do coro e o púlpito são decorados em cosmatesco, assim como a bela vela pascal do século XII ou XIII. O antigo capitel jônico na coluna diretamente atrás do púlpito está esculpido com imagens de um sapo e um lagarto. No arco triunfal estão mosaicos bizantinos do século VI representando Cristo e santos. O confessio abaixo do altar-mor pode ser acedido através da nave. Lá estão os túmulos de São Lourenço e Santo Estêvão, este último transferido de Constantinopla pelo papa Pelágio II durante as reformas que promoveu na basílica. Atrás do altar-mor está o altar papal com uma inscrição listando os responsáveis por sua construção, a família Cosmati, e a data, 1418.
A basílica foi o lar do patriarca latino de Jerusalém de 1374 até 1847. Em 1943, São Lourenço Fora dos Muros foi bombardeado durante um dos vários bombardeios de Roma durante a Segunda Guerra Mundial. A restauração continuou até 1948, o que permitiu que alguns acréscimos do século XIX fossem removidos. Os afrescos da fachada, porém, se perderam para sempre.

## Galeria

Imagens da igreja
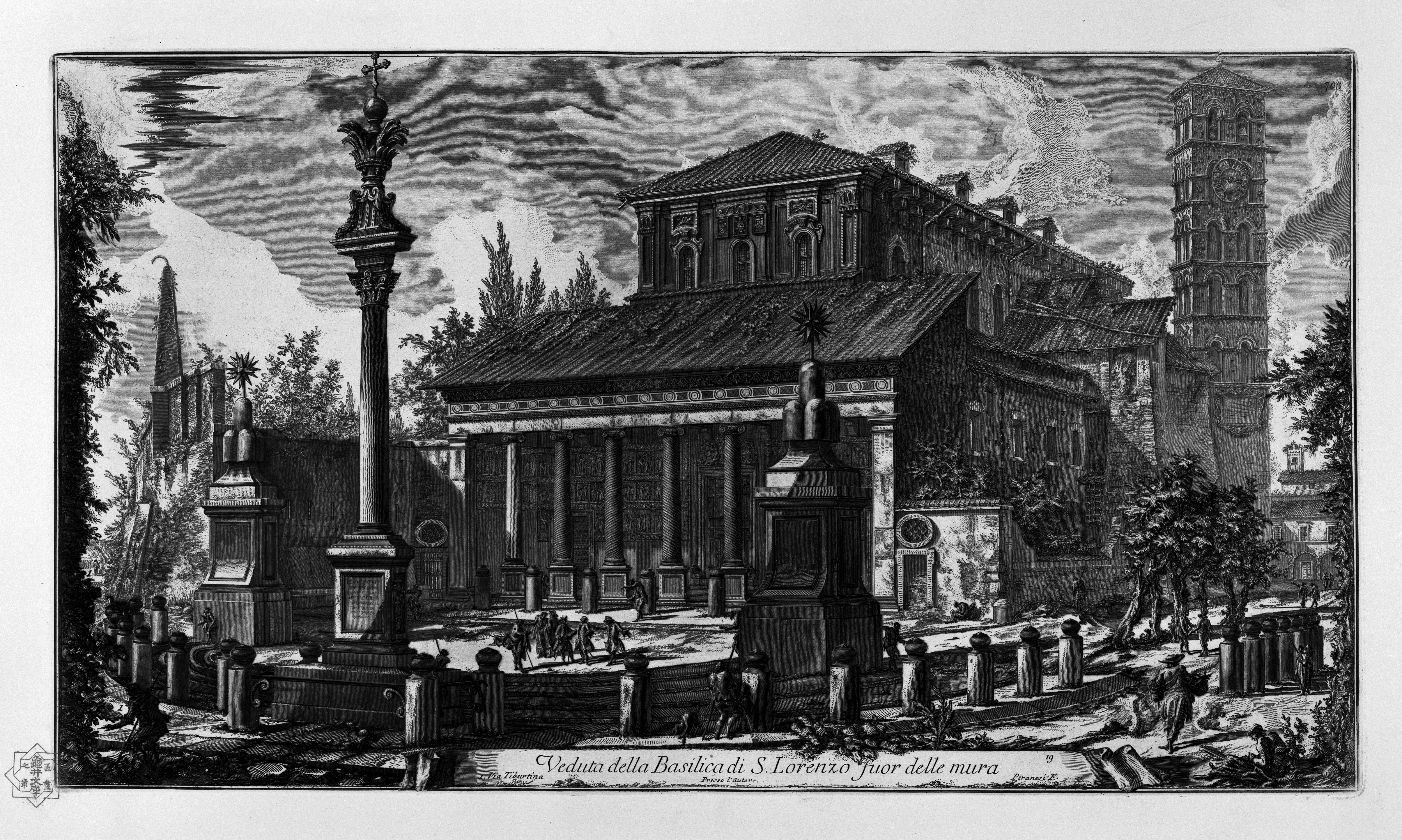
Gravura de Piranesi
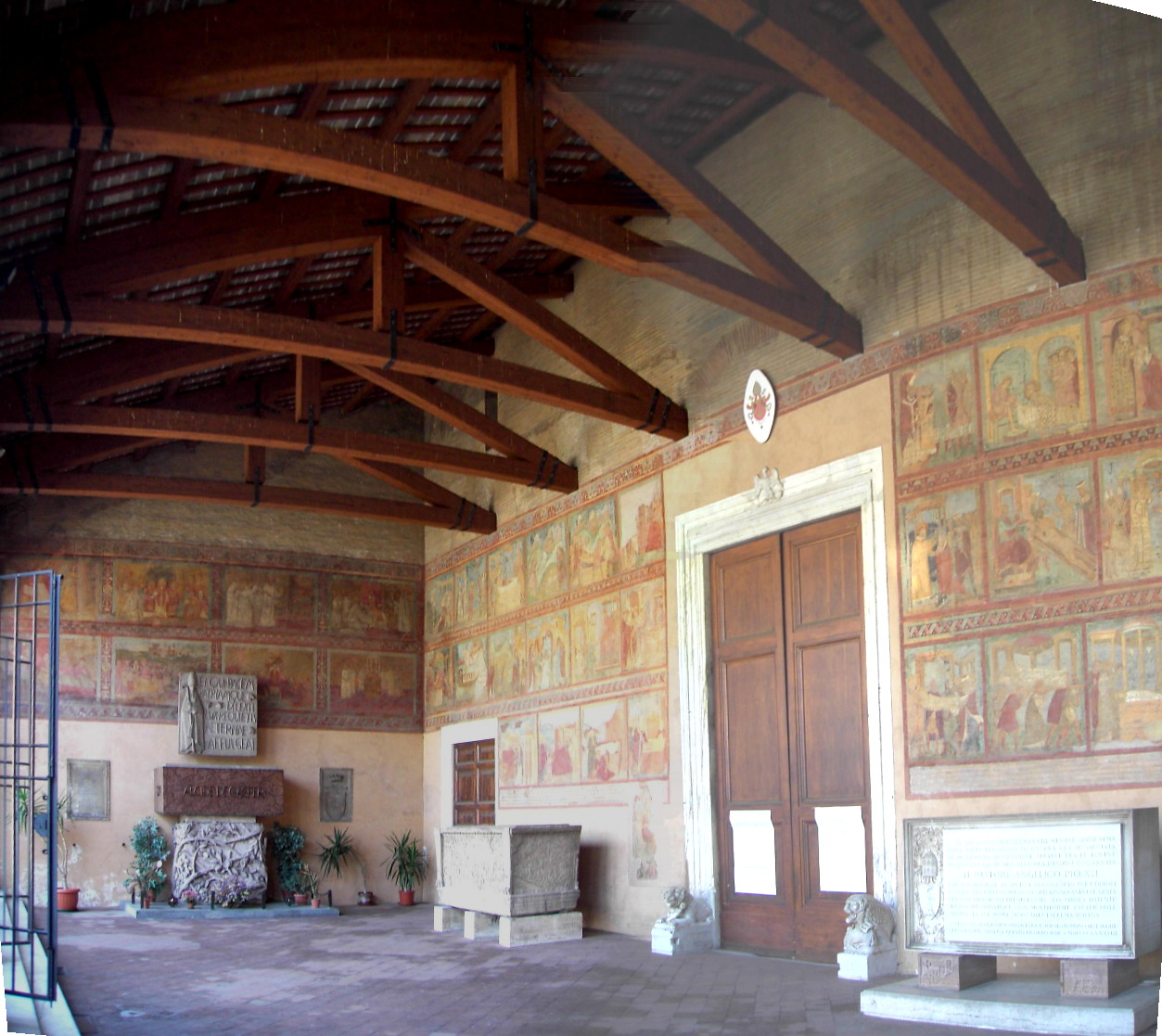
Pórtico
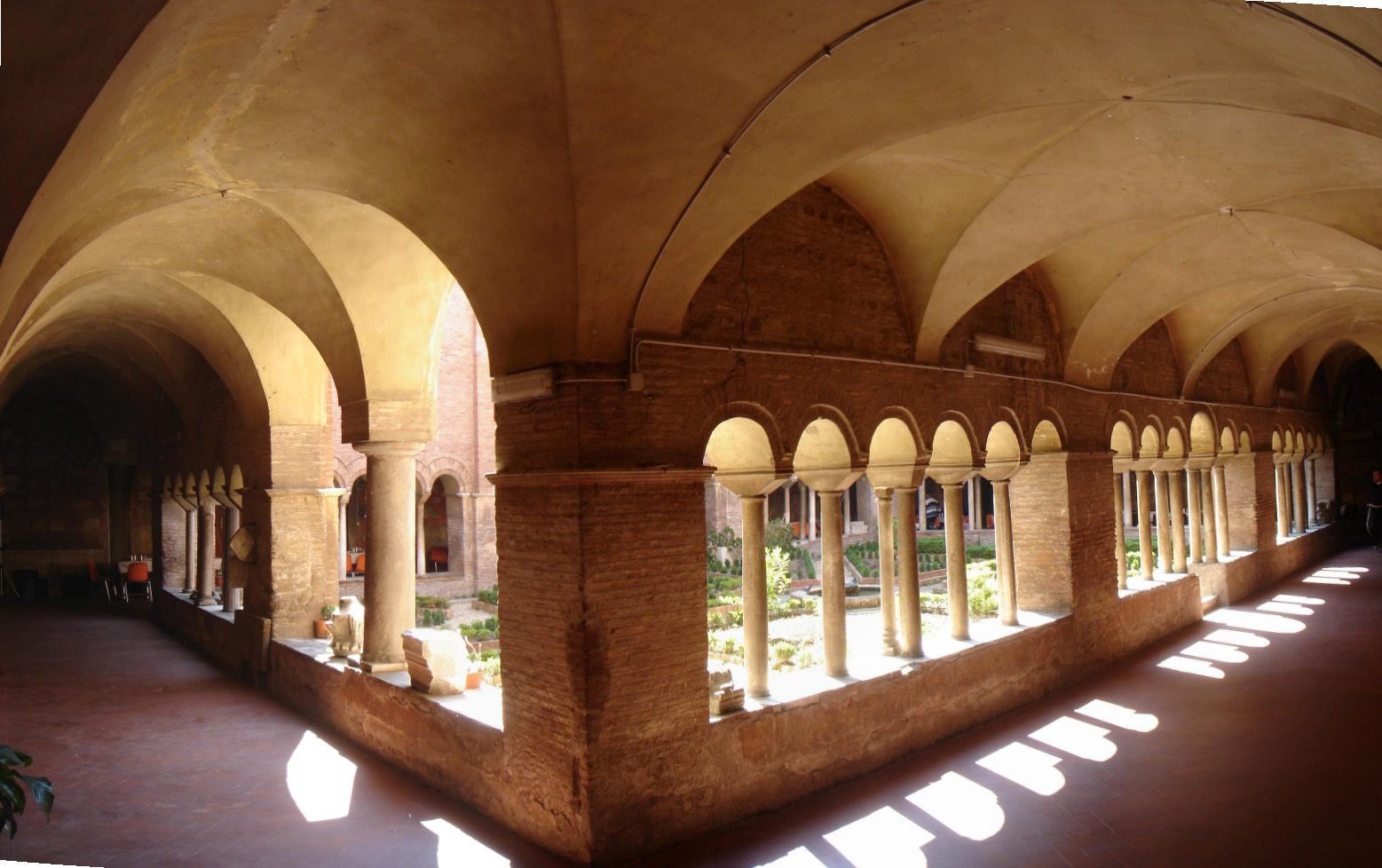
Claustro
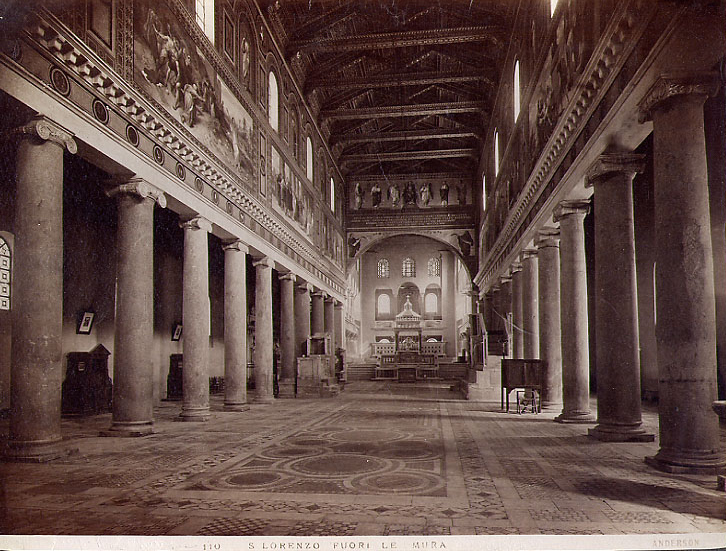
Vista do interior
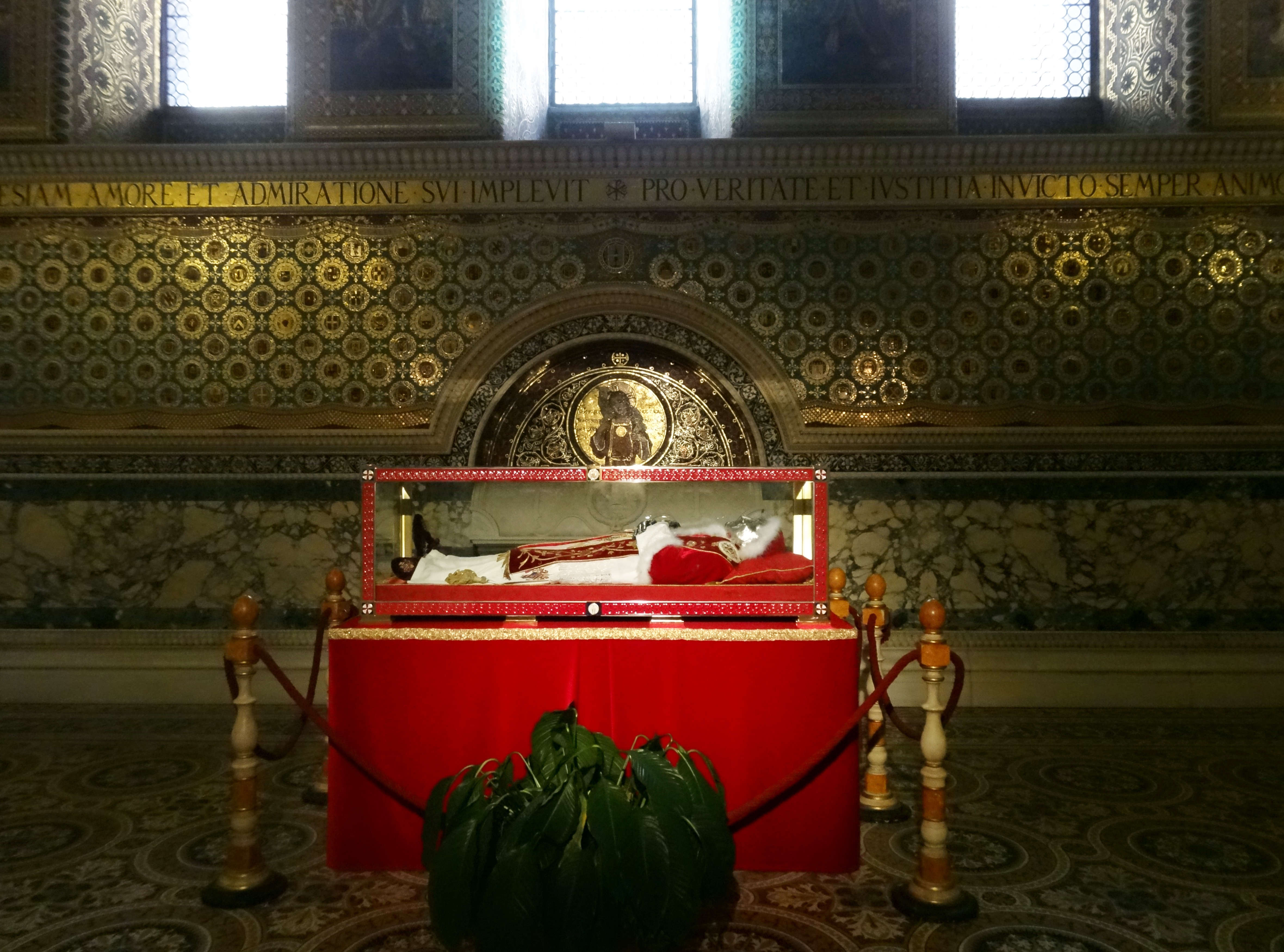
Túmulo do papa Pio IX